# Unruhe (Film)
Unruhe (portugiesisch Inquietude) ist ein tragikomisches Filmdrama des portugiesischen Regisseurs Manoel de Oliveira aus dem Jahr 1998. Der Film trägt stellenweise Züge einer Groteske und basiert frei auf dem Drama Os Imortais von Helder Prista Monteiro und den beiden Erzählungen Suzy (von António Patrício) und Mãe de um Rio (von Agustina Bessa-Luís), mit Suzy als verbindender Erzählachse.

## Handlung
Die mit allen Ehren bedachten, parfümierten Männer der besseren Gesellschaft leiden unter ihrer Vergänglichkeit. Der Vater befiehlt daher seinem Sohn, sich umzubringen, um diesem Verfall zu entgehen und als kraftvoller Mann in Erinnerung zu bleiben. Dies gestaltet sich jedoch schwierig.
Immer noch in den 1930er Jahren in Porto, kämpft gleichzeitig die kokette junge Suzy auf dem Operationstisch um ihr Leben und fasst ihr Dasein mit den Worten zusammen, es sei nichts als ein kleines Detail.
Zum Trost und zur Ablenkung erzählt ein Freund dem Dandy und Liebhaber Suzys die Geschichte von Fisalina, einer Bäuerin, die eines Tages entdeckt, dass ihre Fingerkuppen aus Gold sind. Für tausend Jahre wird sie Herrin eines Flusses sein.

## Rezeption
Der Film feierte am 19. Mai 1998 auf dem Filmfestival Cannes 1998 Premiere, außerhalb des Wettbewerbs. Er lief danach auf einer Reihe internationaler Filmfestivals, darunter das Toronto International Film Festival, das Chicago International Film Festival, das Festival Internacional de Cine de Mar del Plata und das Internationale Filmfestival von Thessaloniki. In die Kinos kam er am 11. September 1998 in Spanien, am 23. September 1998 in Frankreich und am 21. Oktober 1998 in Portugal.
Er erhielt dabei einige Auszeichnungen, darunter den Sonderpreis der Jury in Mar del Plata und für die beste Regie bei den Globos de Ouro 1999. Die Cahiers du cinéma nominierten ihn für die zehn besten Filme des Jahres 1998.
Die Kritik lobte das Werk für seine freie und gleichzeitig intensiv-strenge wie verträumte Inszenierung, aber auch die überzeugenden Schauspielleistungen.
Der Film war der portugiesische Kandidat für den besten fremdsprachigen Film zur Oscarverleihung 1999, gelangte bei der folgenden 71. Oscarverleihung jedoch nicht zur Nominierung.
Inquietude erschien in Portugal 2008 mit Bonusmaterial als DVD, einzeln und als Teil einer Manoel de Oliveira -Werkschaubox bei ZON Lusomundo.